# Homolobus lacteiceps
Homolobus lacteiceps är en stekelart som beskrevs av Van Achterberg 1979. Homolobus lacteiceps ingår i släktet Homolobus och familjen bracksteklar. Inga underarter finns listade i Catalogue of Life.